# Система моніторингу
Системи моніторингу

## Структура систем моніторингу
Склад системи моніторингу визначається такими чинниками:
-	функціональне призначення СМ;
-	область застосування та цільові установки з переліку вирішуваних задач;
-	функції обробки інформації, покладені на СМ і визначені користувачем.
Під структурою СМ розуміється спосіб встановлення взаємодії джерел інформації, БУСМ, об'єкта моніторингу (ОМ) і блоків.
| Формування циклу опитування джерел початкової інформації |
| Прийом первинних даних та перетворення їх                |
| Редагування пошкоджених даних                            |
| Розподілення даних за функціями обробки                  |
| Обробка інформації                                       |
| Підготовка даних до видачі: контроль якості даних        |

Вибір певного числа рівнів ієрархії N задає тільки загальний вигляд структури системи, для її остаточного визначення доцільно використати метод багатокритеріальної оптимізації.
Число доцільних варіантів утворить початкову множину варіантів (ПМВ).
Як частинні критерії можуть вибиратися вартісні оцінки:
S1 — вартість побудови СМ;
S2 — вартість одиниці часу функціонування;
З — гарантована точність інформації, що отримується;
D — кількість обслуговчого персоналу;
W — надійність функціонування системи.
Рівнями можуть бути:
-	виробничі технології вимірювання параметрів і контролю показників;
-	комп’ютерні технології прийому-передачі і попередньої обробки даних методами спостережень за об’єктом моніторингу;
-	комп’ютерні технології обробки даних методами досліджень;
-	комп’ютерні технології комплексної обробки та інтегрованої інтерпретації результатів моніторингу.
Для нормального функціонування СМ, що обслуговує великомасштабний об’єкт спостереження, необхідно мати в її складі забезпечуючі підсистеми.
До забезпечуючих слід віднести підсистеми:
-	методологічного,
-	наукового,
-	математичного,
-	інформаційного,
-	технічного,
-	програмного,
-	організаційного,
-	кадрового,
-	правового та
-	метрологічного забезпечення.

## Технологія побудови систем моніторингу
Оскільки моніторинг виконується на ЕО і призначений для забезпечення його ефективного функціонування, то проектування технологічного процесу моніторингу (ТПМ) варто починати з вивчення самого ЕО і процесу його ефективного функціонування.
Переліки ВВ, що одержує СМ так і будемо називати, а переліки ВВ, про які СМ видає інформацію СУ ЕО будемо називати переліками вихідних вимірюваних величин (ВВВ).
Рандомізація - процедура одержання еквівалентних груп, вирівнювання складу груп по яким-небудь критеріям.
Індикатор - доступна для спостереження чи вимірювання характеристика (показник) об'єкта моніторингу.
При формуванні ТПМ необхідно вирішити важливі і складні проблеми:
-	розробити структурні моделі СМ;
-	розробити методологію побудови комунікаційних і інформаційно-обчислювальних мереж СМ;
-	розробити прийоми і алгоритми ущільнення записів інформації.